# Parasitologia médica
Parasitologia Médica é o ramo da parasitologia que estuda os parasitas de importância médica. Embora os tipos de organismos classificados como parasitas constitua um amplo grupo, aqueles associados a infestação de humanos são mais limitados em número, e compostos principalmente de Protozoários, Helmintos e Artrópodes.